# Chokak Hamam
Chokak Hamam è un hammam storico a Gəncə, in Azerbaigian, vicino alla Moschea del Juma.

## Storia
Il Chokak Hamam fu costruito a Gəncə nel 1606 su progetto dell'architetto Bahāʾ al-dīn al-ʿĀmilī. Per la costruzione dell'edificio sono stati utilizzati impasti argillosi-calcarei e mattoni rossi. Ha una grande e due piccole cupole. È stato riparato nel 2003 dal Ministero della Cultura dell'Azerbaigian, Dipartimento per le riparazioni. L'edificio è un centro di arti decorative. L'hammam opera come hammam per uno degli hotel di Gəncə dal 2014.

## Galleria d'immagini

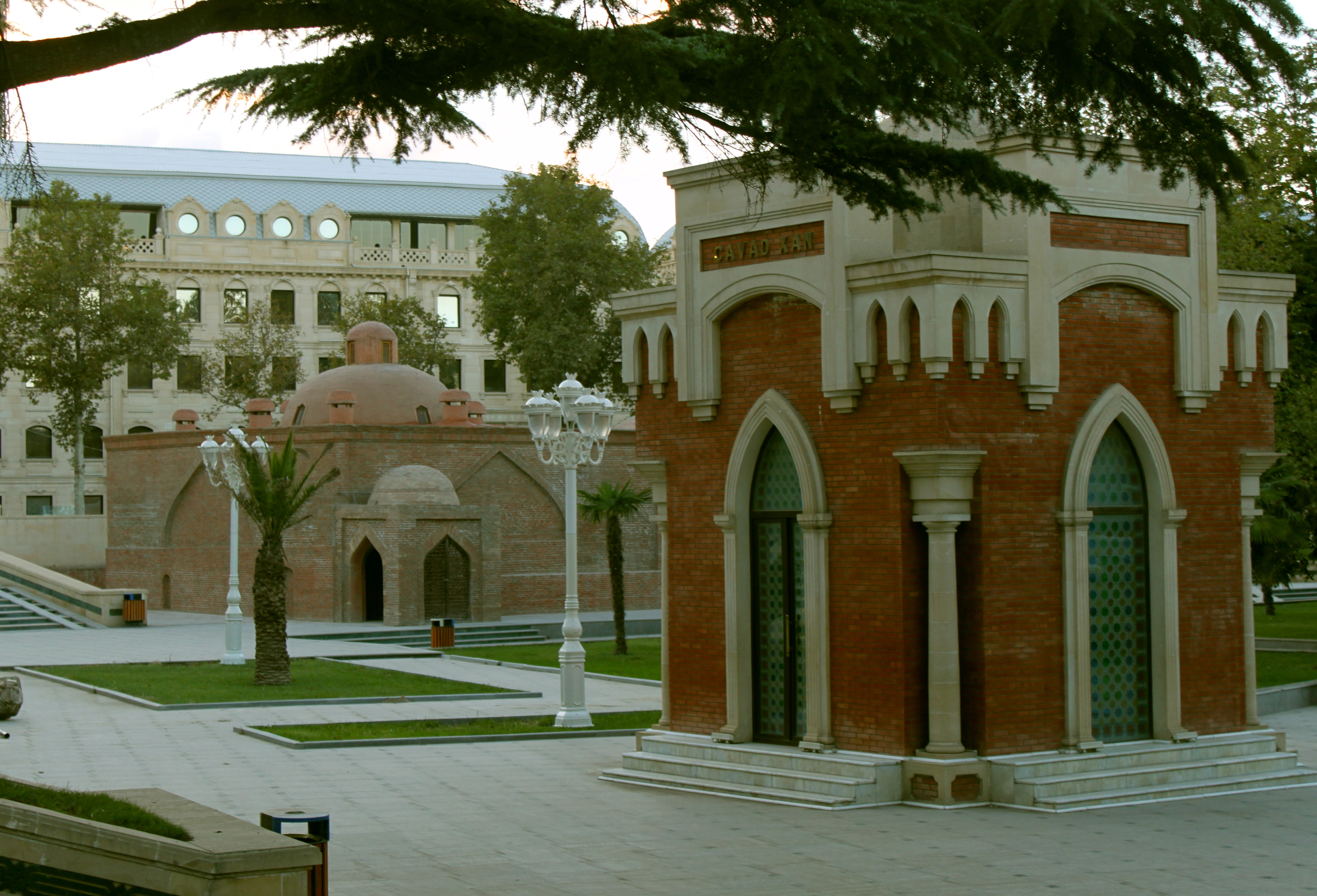
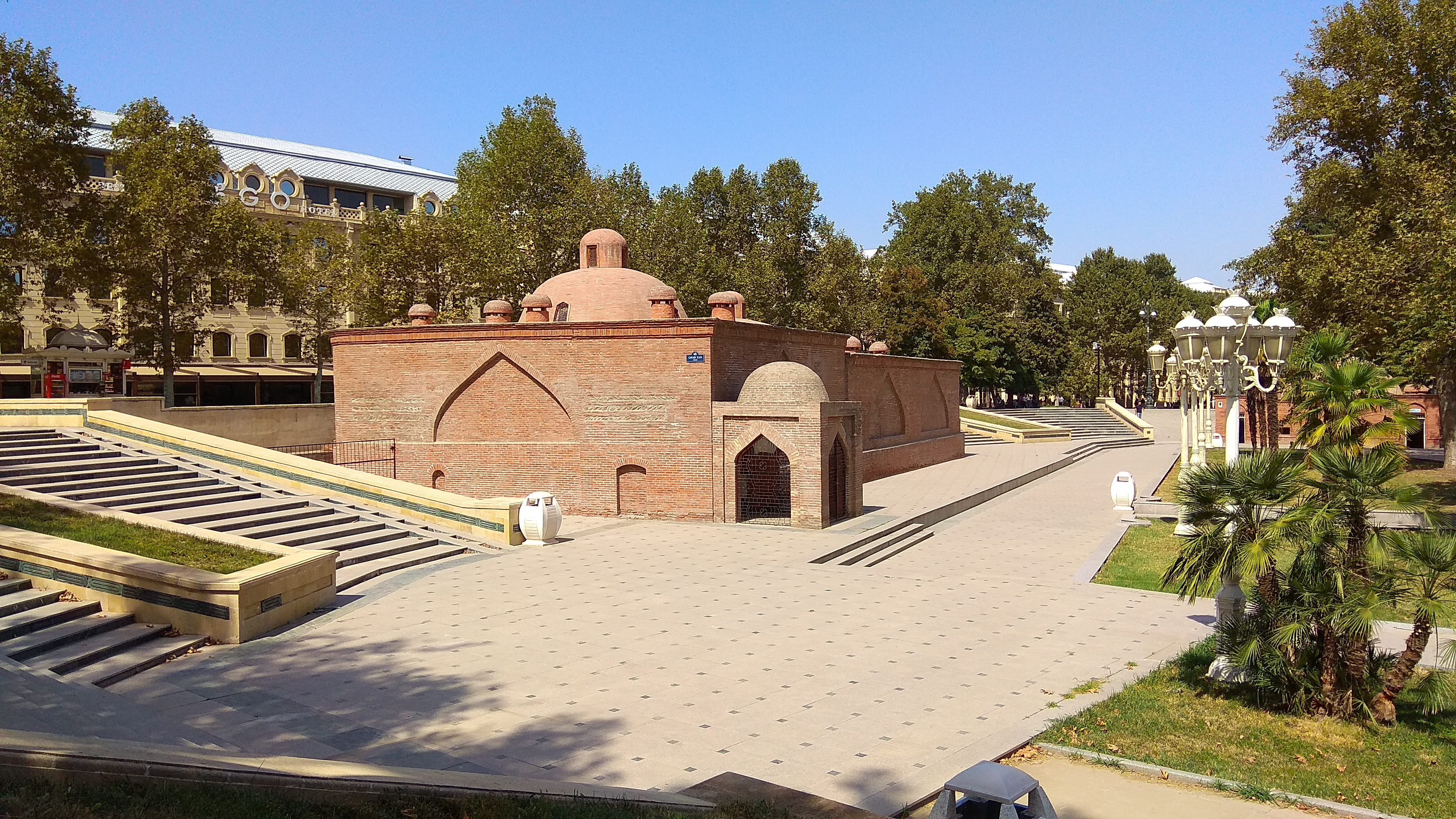
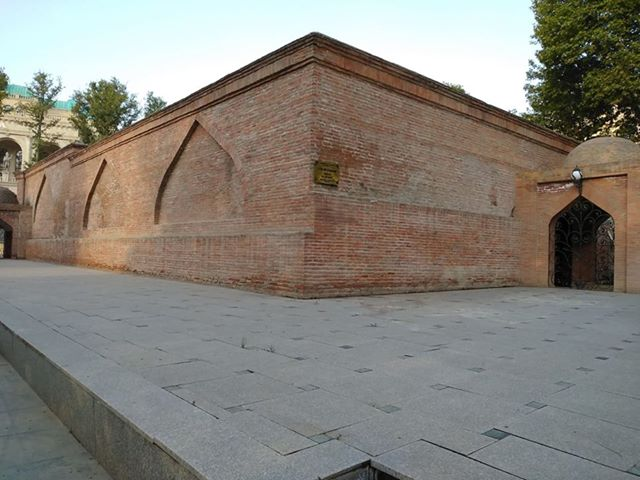
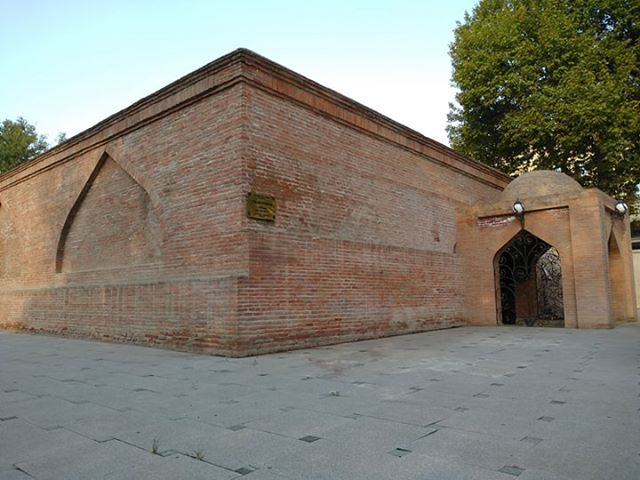